# Razpad alfa
Razpad alfa je razpad, pri katerem atomsko jedro izseva delec α oz. helijevo jedro in ob tem preide v jedro, ki ima za 4 manjše masno število in za 2 manjše vrstno število. Zgled je razpad jedra urana-238:
23892U → 23490Th + 42He
Pogostejši je zapis
238U → 234Th + α
Energijski spekter delcev α je vedno diskreten. Kinetična energija delcev α znaša od 4 do 9 MeV. Jedro, ki nastane pri razpadu alfa, je pogosto v vzbujenem stanju in preide v osnovno stanje z izsevanjem fotonov γ.
Alfa razpadejo samo težka jedra, pri katerih osnovno stanje ni minimum energije in zato jedra niso več stabilna na alfa razpad. Do alfa razpada pride tako, da delec α tunelira skozi jedrski potencial. Teoretično lahko alfa razpadejo jedra težja od niklja (vrstno število 28), vendar pa je najlažji element, pri katerem opazimo alfa razpad svinca (vrstno število 82). Razliko lahko pojasnimo s tem, da imajo izotopi lažji od svinca predolg razpadni čas (primerljiv s starostjo vesolja oz. daljši), da bi opazili te razpade.
Večina helija na Zemlji (približno 99 %) je nastalo z alfa razpadi urana in torija v podzemnih mineralnih usedlinah.

## Zgodovina
George Gamow je leta 1928 teoretično pojasnil alfa razpad s tuneliranjem. Delec alfa je ujet v potencialni jami ostalega dela jedra. Po klasični fiziki delec ne more uiti, vendar pa po kvantni mehaniki delec lahko (z majhno verjetnostjo) tunelira skozi potencialno bariero ("potencialno oviro") in tako uide potencialu jedra.